# Viola castillensis
Viola castillensis är en violväxtart som beskrevs av Wilhelm Becker. Viola castillensis ingår i släktet violer, och familjen violväxter. Inga underarter finns listade i Catalogue of Life.